# 迪夫亞卡-卡拉瓦斯塔國家公園
40°55′26″N 19°29′40″E / 40.923913°N 19.494403°E

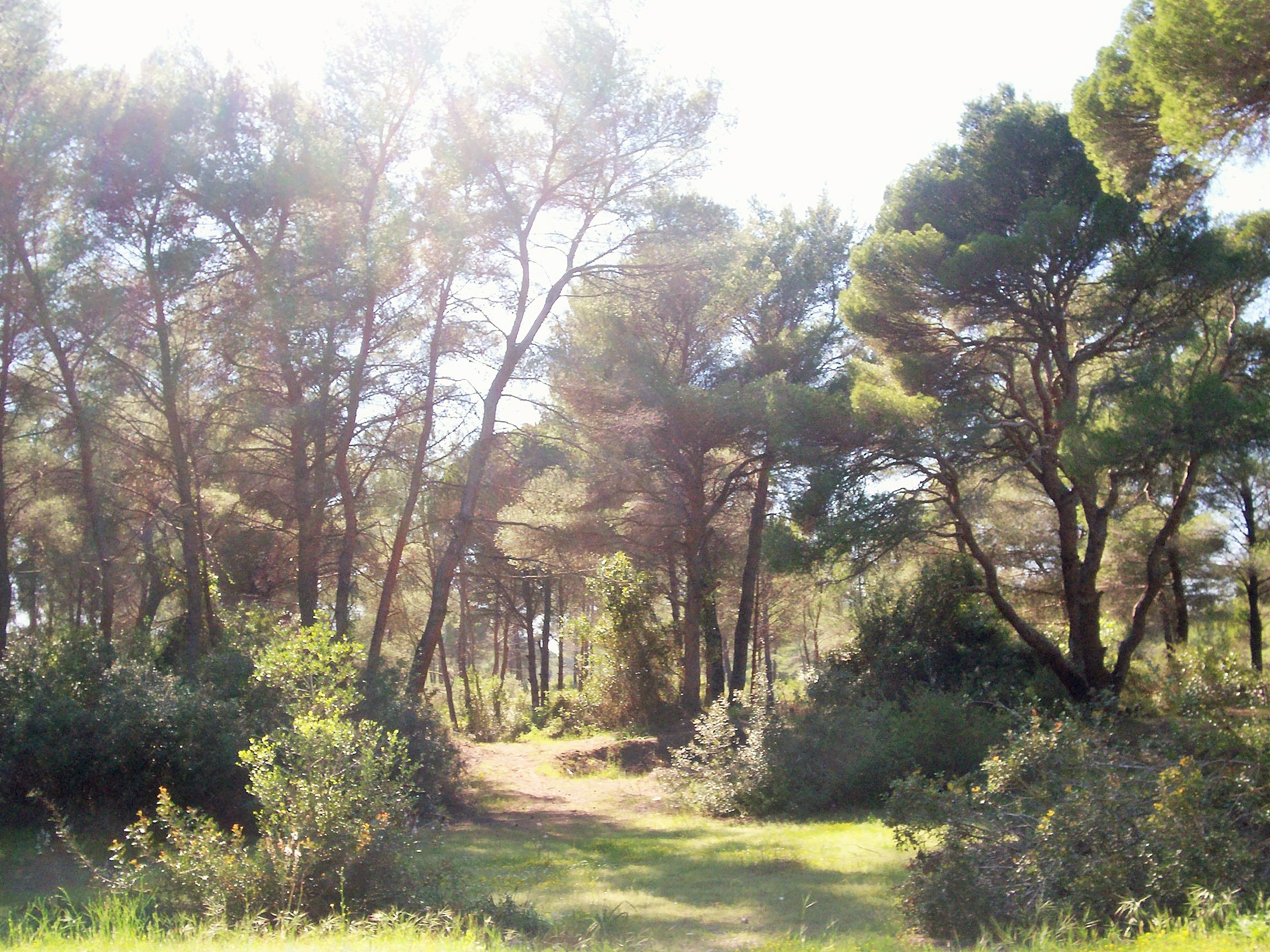
迪夫亞卡-卡拉瓦斯塔國家公園

迪夫亞卡-卡拉瓦斯塔國家公園是阿爾巴尼亞的國家公園，位於該國西部，成立於2007年10月19日，面積222.3平方公里，該地區有濕地、鹽鹼灘、河漫灘、疏林、蘆原、森林、河口灣等地貌。